# Onosma briquetii
Onosma briquetii är en strävbladig växtart som beskrevs av Czecz. Onosma briquetii ingår i släktet Onosma och familjen strävbladiga växter. Inga underarter finns listade i Catalogue of Life.